# Emmerich Rath
Emmerich Rath, född 5 november 1883, död 21 december 1962, var en friidrottare från Österrike. Han deltog vid olympiska sommarspelen 1908 och olympiska sommarspelen 1912.